# آراوا كيمورا
آراوا كيمورا (باليابانية: 木村 現) (مواليد 8 يوليو 1931)، هو لاعب كرة قدم ياباني سابق كان يلعب كمهاجم. سبق له أن لعب مع منتخب اليابان.

## وصلات خارجية
- آراوا كيمورا على موقع ناشيونال فوتبول تيمز (الإنجليزية)

- National Football Teams
- Japan National Football Team Database